# 한국슬로푸드생물다양성재단
한국슬로푸드생물다양성재단은 소멸 위기에 놓인 토종 생물자원 보존을 위한 목록작성, 소규모 생산자 지원, 토종 생물자원으로 재배․사육한 동․식물 등의 직거래 활성화 등 생물다양성사업 활성화를 통해 생산자를 지원하고, 지속 가능한 삶에 이바지할 목적으로 2014년 10월  16일 설립 허가된 대한민국 농림축산식품부 소관의 재단법인이다.

## 사무소
사무소는 경기도 남양주시 다산지금로 51-47, 2층 (이패동, 남양주시청소년수련관)에 위치하고 있다.

## 대표자
- 안종운